# Топорище
Топори́ще — село в Україні, у Житомирському районі Житомирської області. Входить до складу Хорошівської селищної громади. Населення становить 525 осіб.

## Історія
Перша писемна згадка про Топорище (Топорища, Топориське) датується 1497 роком. Топорище є навіть на мапі відомого французького інженера Ґійома де Боплана.

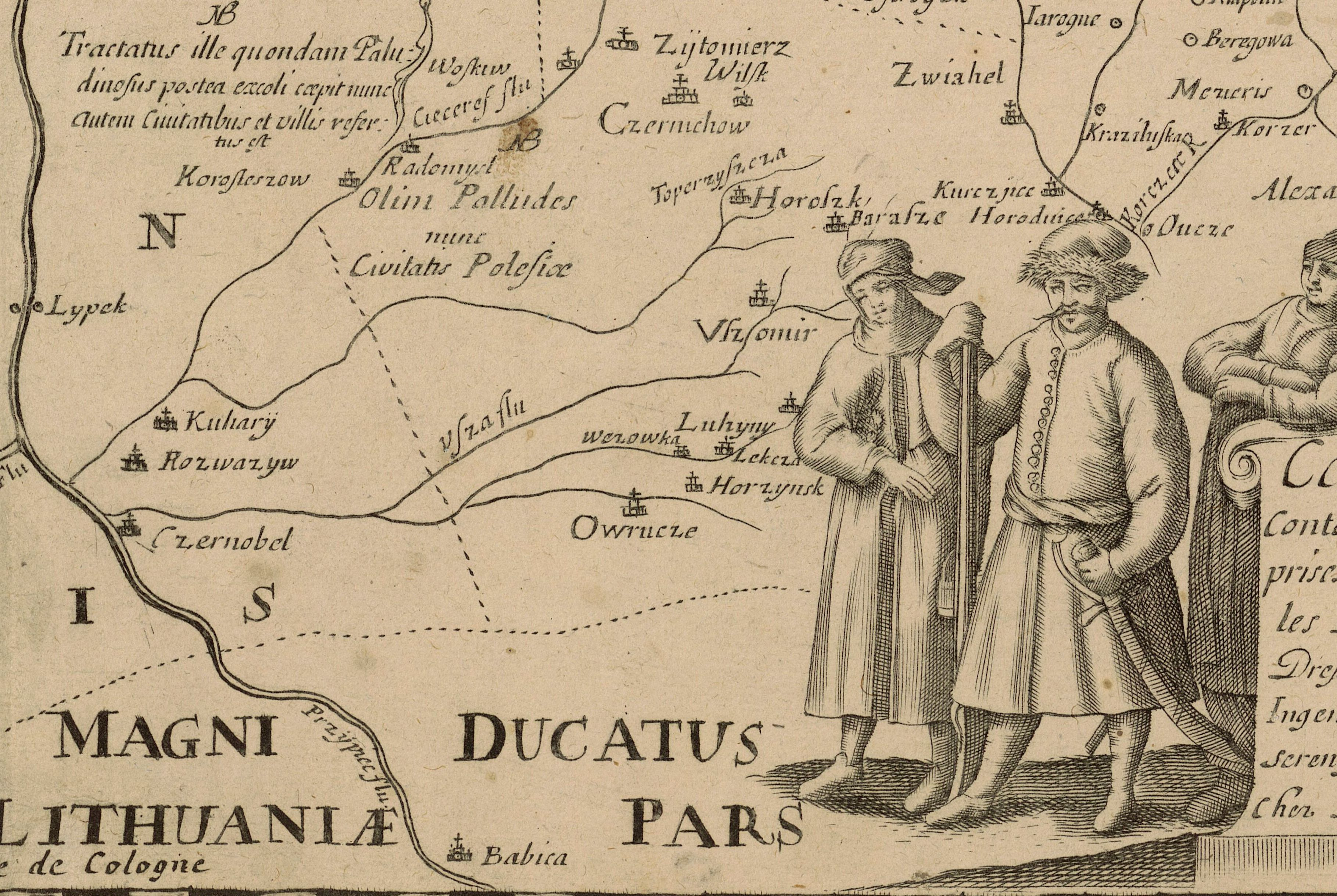
Топорище на мапі Боплана, 1648 рік

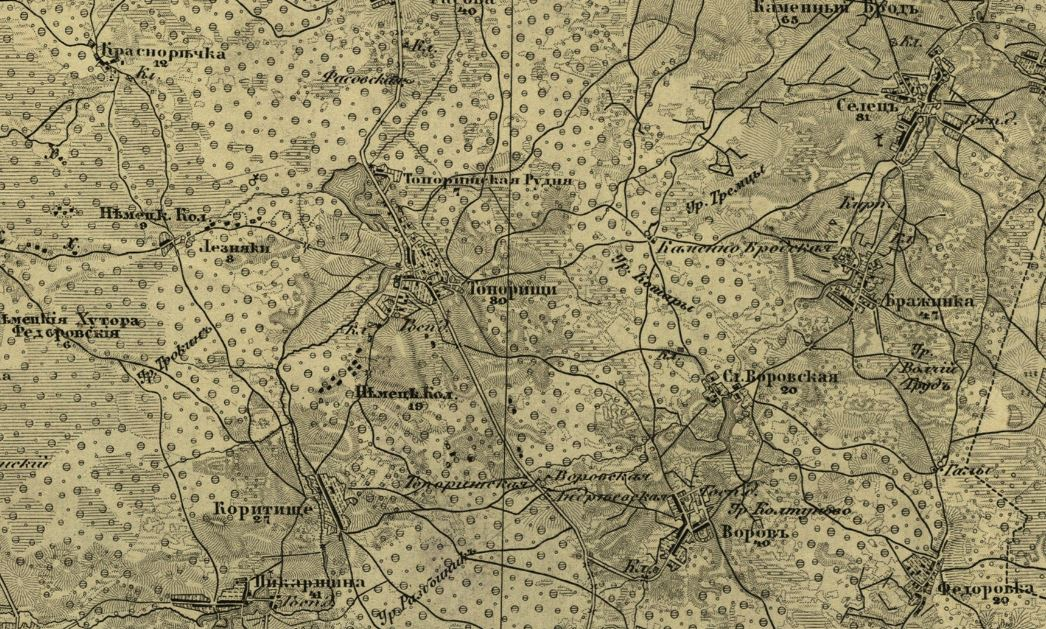
Топорище на карті Шуберта

Можна припустити, що реально село існує в даній локації декілька тисячоліть. З покоління в покоління передається історична назва села — Топорища.
Назва, очевидно, походить від українського (руського) слова «топорище», що означає «держак від сокири». В давні часи на берегах річки Тростяниці росли мішані ліси і наші предки були майстрами з виготовлення топорищ, якими торгували по всій окрузі. Добрі топорища виходили з комлевих частин берези, ясена, в'яза, граба, дикої груші. Заготовки сушили протягом декількох років!
З 1 січня 1804 року монастир ордену кармелітів взутих у Топорищі зобов'язався сплачувати щорічні грошові внески на утримування парафіяльного училища в селі Топорище. Монастир кармелітів проіснував до касати 1832 року.
12 жовтня 1832 року (ст. стиль) царськими властями було дано згоду на відкриття у місті Новограді-Волинському повітового дворянського училища, якому підпорядковувались би ще сім приходських училищ Волинської губернії: у Новограді-Волинському, Полонному, Степані, Топорищах, Троянові та в інших. Цю дату можна вважати днем народження Топорищенської школи. За штатним розкладом приходське училище мало штатного, одного вчителя, який читав основні світські предмети, помічника учителя і законоучителя. До училища приймали дітей віком від семи років, навчання у ньому тривало три роки. Як правило, серед учнів були лише хлопчики. В училищі давалися елементарні знання з арифметики, читання, письма і Закону Божого. Вчитель-предметник, який працював у приходському  училищі, отримував біля 50 карбованців щорічно, але мав казенну квартиру. 
В 1901 році на кошти поміщиці Софії Мяновської (Браженської) побудована «нова» школа.
З 1984 року школа живе і працює в типовому багатоповерховому приміщенні, дитячий садок — в пристосованому. У 2005 році школа реорганізована в навчально-виховний комплекс (НВК).
У 1844 році на кошти парафіян був збудований дерев'яний парафіяльний костел Св. Теклі. Католицька парафія в Топорищах існує з 1699 року. Останні метричні книги костелу про хрещення датовані 1921 роком. Після цього храм був знищений більшовиками.
У ХІХ ст. село було не менш відоме, ніж теперішні райцентри Хорошів та Черняхів. З 1850-х по 1917 рр. в селі відбувались щорічні ярмарки, на яких військові закупляли коней, збрую, провіант. На початку XX століття в селі були три діючі церкви: православна, лютеранська та католицька. Через деякий час після встановлення радянської влади всі церкви було зруйновано.
Мешканці села брали участь у Першій світовій війні, в добу радянсько-української війни переховували євреїв від переслідувань. 4 листопада 1921 р. під час Листопадового рейду через Топорище проходила Подільська група (командувач Сергій Чорний) Армії Української Народної Республіки.
Під час «колективізації» багато селян з хуторів, включаючи німецькі поселення, були змушені вступити до колгоспу.
У 1932–1933 роках село постраждало від Голодомору. За свідченнями очевидців кількість померлих склала щонайменше 23 особи, імена яких встановлено.
За німецької окупації під час Другої світової війни через стратегічне розташування села на важливій дорозі українське населення села було тимчасово переселене в сусідні населені пункти, звідки в Топорища було переміщено етнічних німців. По закінченню війни люди частково повернулися до своїх домівок.
Навколо села Топорище розміщено багато діючих і покинутих гранітних кар'єрів, серед яких Лезниківський — один з найбільших в Європі.
По території та поблизу села проходять важливі залізничні та автомобільні шляхи сполучення з такими адміністративно-культурними і промисловими центрами, як Київ, Мінськ, Брест, Санкт-Петербург, Одеса тощо.
До 2020 року було центром сільської ради, розміщене за 15 км на схід від центру громади (Хорошева) та за 38 км на північ від м. Житомир. Сільській раді були підпорядковані села Галинівка, Комарівка, Копанівка, Копелянка, Коритище, Лизник, Олішівка та селище Червоногранітне.

## Населення

### Мова
Розподіл населення за рідною мовою за даними перепису 2001 року:
| Мова            | Кількість | Відсоток |
| --------------- | --------- | -------- |
| українська      | 677       | 97.69%   |
| російська       | 11        | 1.59%    |
| білоруська      | 2         | 0.29%    |
| інші/не вказали | 3         | 0.43%    |
| Усього          | 693       | 100%     |